# 2024 en basket-ball
| Années du basket-ball : 2021 - 2022 - 2023 - 2024 - 2025 - 2026 - 2027    |
| Décennies du basket-ball : 1990 - 2000 - 2010 - 2020 - 2030 - 2040 - 2050 |

Cet article présente les faits marquants de l’année 2024 en basket-ball.

## Évènements

### Juillet
- du 27 juillet au 11 août : Basket-ball aux Jeux olympiques d'été de 2024

### Août
- du 22 août au 25 août : Coupe d'Europe de basket-ball 3×3 2024
- du 29 août au 8 septembre : Basket-ball aux Jeux paralympiques d'été de 2024

## Palmarès des sélections nationales

### Basket-ball à 5
| Lieu                    | Compétition              | Médaille d'or, Coupe du Monde | Médaille d'argent, Coupe du Monde | Médaille de bronze, Coupe du Monde |
| Compétitions masculines | Compétitions masculines  | Compétitions masculines       | Compétitions masculines           | Compétitions masculines            |
| ----------------------- | ------------------------ | ----------------------------- | --------------------------------- | ---------------------------------- |
|                         | Jeux olympiques          | États-Unis                    | France                            | Serbie                             |
|                         | Jeux paralympiques       | États-Unis                    | Grande-Bretagne                   | Allemagne                          |
|                         | Championnat d’Europe U20 | France                        | Slovénie                          | Grèce                              |
|                         | Championnat d’Europe U18 | Allemagne                     | Serbie                            | Slovénie                           |
|                         | Coupe du monde U17       | États-Unis                    | Italie                            | Turquie                            |
|                         | Championnat d’Europe U16 | France                        | Espagne                           | Serbie                             |
| Compétitions féminines  |                          |                               |                                   |                                    |
|                         | Jeux olympiques          | États-Unis                    | France                            | Australie                          |
|                         | Jeux paralympiques       | Pays-Bas                      | États-Unis                        | Chine                              |
|                         | Championnat d’Europe U20 | France                        | Espagne                           | Italie                             |
|                         | Championnat d’Europe U18 | France                        | Espagne                           | Serbie                             |
|                         | Coupe du monde U17       | États-Unis                    | Canada                            | Espagne                            |
|                         | Championnat d’Europe U16 | Finlande                      | France                            | Espagne                            |

### Basket-ball à 3
| Lieu                    | Compétition             | Médaille d'or, Coupe du Monde | Médaille d'argent, Coupe du Monde | Médaille de bronze, Coupe du Monde |
| Compétitions masculines | Compétitions masculines | Compétitions masculines       | Compétitions masculines           | Compétitions masculines            |
| ----------------------- | ----------------------- | ----------------------------- | --------------------------------- | ---------------------------------- |
|                         | Jeux olympiques         | Pays-Bas                      | France                            | Lituanie                           |
| Compétitions féminines  |                         |                               |                                   |                                    |
|                         | Jeux olympiques         | Allemagne                     | Espagne                           | États-Unis                         |

## Palmarès des clubs

### Compétitions masculines

#### Compétitions continentales
| Zone                         | Compétition                  | Vainqueur                    | Finaliste                    | Résultat                     |
| Compétitions internationales | Compétitions internationales | Compétitions internationales | Compétitions internationales | Compétitions internationales |
| ---------------------------- | ---------------------------- | ---------------------------- | ---------------------------- | ---------------------------- |
| Europe                       | Euroligue (C1)               | Panathinaïkos Athènes        | Real Madrid                  | 95–80                        |
| Europe                       | EuroCoupe (C2)               | Paris Basketball             | JL Bourg-en-Bresse           | [2–0]                        |
| Europe                       | Ligue des champions (C3)     | Unicaja Málaga               | CB Lenovo Tenerife           | 80–75                        |
| Europe                       | FIBA EuropeCup (C4)          | Niners Chemnitz              | Bahçeşehir Koleji SK         | 180–179 (*85–74, 95–*105ap)  |

### Compétitions féminines

#### Compétitions continentales
| Zone   | Compétition    | Vainqueur           | Finaliste                | Résultat                 |
| ------ | -------------- | ------------------- | ------------------------ | ------------------------ |
| Europe | Euroligue (C1) | Fenerbahçe İstanbul | ESB Villeneuve-d’Ascq LM | 106–73                   |
| Europe | Eurocoupe (C2) | London Lions        | Beşiktaş JK İstanbul     | 149–145 (68–*75, *81–70) |

#### Compétitions régionales
| Zone              | Compétition      | Vainqueur             | Finaliste                             | Résultat |
| ----------------- | ---------------- | --------------------- | ------------------------------------- | -------- |
| Pays baltes       | Ligue baltique   | TTT Riga              | LCC International University Klaipėda | 77–66    |
| Europe de l'Est   | EWBL             | Polonia Varsovie (en) | BK Frank Ivano-Frankivsk              | 66–56    |
| Europe du Sud-Est | Ligue adriatique | ŽKK Cinkarna Celje    | KK Budućnost Podgorica                | 64–59    |
| Albanie/Kosovo    | Liga Unike       | KBF Priština          | Bashkimi Prizren                      | 82–49    |

#### Championnats nationaux
| Pays     | Compétition                       | Vainqueur                          | Finaliste                             | Résultat |
| Europe   | Europe                            | Europe                             | Europe                                | Europe   |
| -------- | --------------------------------- | ---------------------------------- | ------------------------------------- | -------- |
|          | Championnat d’Albanie             | SK Tirana                          | BC Flamurtari Vlorë (en)              | [3–1]    |
|          | Championnat d’Arménie             | Les Foxes Erevan                   | Hatis Erevan                          | 73–50    |
|          | Championnat d’Allemagne           | Alba Berlin (en)                   | Rutronik Stars Keltern (de)           | [3–2]    |
|          | Championnat d'Autriche            | SKN Sankt Pölten                   | UBI Graz                              | [3–0]    |
|          | Championnat de Belgique           | Kangoeroes Basket Malines          | Royal Castors Braine                  | [2–0]    |
|          | Championnat de Biélorussie        | BK Minsk                           | Horizont Minsk                        | [3–0]    |
|          | Championnat de Bosnie-Herzégovine | ŽKK Orlovi Banja Luka (sr)         | KK Lavovi Brčko                       | [3–0]    |
|          | Championnat de Bulgarie           | BK Beroe Stara Zagora              | BK Montana 2003 (bg)                  | [3–2]    |
|          | Championnat de Chypre             | AEL Limassol                       | Anayénnisi Yermasóyias (el)           | [3–0]    |
|          | Championnat de Croatie            | PGM Ragusa Dubrovnik               | ŽKK Trešnjevka 2009 Zagreb (en)       | [3–2]    |
|          | Championnat du Danemark           | AKS Falcon Copenhague              | Åbyhøj IF Aarhus                      | [3–0]    |
|          | Liga Femenina de Baloncesto       | Valence BC                         | CB Avenida Salamanque                 | [2–0]    |
|          | Championnat d’Estonie             | Audentes Tallinn                   | Audentes Tallinn (espoirs)            | 69–51    |
|          | Championnat de Finlande           | Torpan Pojat Helsinki              | Kotka Peli-Karhut                     | [3–0]    |
|          | Ligue féminine de basket          | ESB Villeneuve-d’Ascq              | Basket Landes                         | [2–0]    |
|          | Championnat de Grèce              | Olympiakós Le Pirée                | Panathinaïkós Athènes                 | [3–2]    |
|          | Championnat de Hongrie            | DVTK Miskolc                       | UNI Győr                              | [3–0]    |
|          | Championnat d’Irlande             | Killester Dublin                   | Wildcats de Waterford                 | 75–50    |
|          | Championnat d’Islande             | Keflavík Reykjanesbær (en)         | Keflavík Reykjanesbær (en)            | [3–0]    |
|          | Championnat d’Israël              | Elitzur Ramla                      | Hapoël Jérusalem                      | [3–0]    |
|          | LegA Basket Femminile             | Reyer Venise-Mestre                | Famila Schio                          | [3–0]    |
|          | Championnat du Kosovo             | Bashkimi Prizren                   | KBF Priština                          | [3–0]    |
|          | LSBL Championships                | TTT Riga                           | Université Stradiņš de Riga           | 87–37    |
|          | LMKL                              | Kibirkštis Vilnius (lt)            | LCC International University Klaipėda | [3–0]    |
|          | Championnat du Luxembourg         | BBC Grünewald H. Niederanven       | T71 Dudelange                         | [3–2]    |
|          | Championnat de Malte              | Caffè MOAK Luxol                   | Depiro L-Imtarfa                      | [3–2]    |
|          | Championnat de Macédoine du Nord  | ŽKK Basket Kam Makedonska Kamenica | ŽKK Vardar Skopje                     | [3–0]    |
|          | PrvA League                       | KK Budućnost Podgorica             | ZKK Podgorica                         | [2–0]    |
|          | Championnat de Norvège            | Ulriken Eagles Bergen              | Asker Aliens                          | [2–0]    |
|          | Championnat des Pays-Bas          | Grasshoppers Katwijk (en)          | Landslake Lions de Landsmeer          | [3–1]    |
|          | Basket Liga Kobiet                | CCC Polkowice                      | AZS AJP Gorzów Wielkopolski           | [2–0]    |
|          | Championnat du Portugal           | Benfica Lisbonne                   | CB Sportiva Ponta Delgada (pt)        | [2–1]    |
|          | Championnat de Roumanie           | CS Phoenix Știința Constanța       | Baschet Arad                          | [3–0]    |
|          | WBBL                              | Lions de Londres                   | Eagles de Newcastle                   | 92–65    |
|          | Superligue                        | UMMC Iekaterinbourg                | BK Nika Syktyvkar (ru)                | [3–0]    |
|          | Championnat de Slovaquie          | Piešťanské Čajky                   | Slávia Banská Bystrica                | [3–0]    |
|          | Championnat de Slovénie           | ŽKK Celje                          | KK Triglav Kranj                      | [3–0]    |
|          | A League                          | ŽKK Mega Mis Belgrade              | Étoile rouge de Belgrade              | [3–0]    |
|          | Damligan                          | Södertälje BBK                     | Luleå BBK                             | [3–0]    |
|          | Championnat de Suisse             | Elfic Fribourg Basket              | Nyon Basket Féminin                   | [3–2]    |
|          | Championnat de Tchéquie           | USK Prague                         | BK Žabiny Brno                        | [3–1]    |
|          | TBBL                              | Fenerbahçe İstanbul                | ÇBK Mersin                            | [3–0]    |
|          | Superligue                        | BK Frank Ivano-Frankivsk           | Kiev Basket                           | 73–40    |
| Amérique |                                   |                                    |                                       |          |
|          | WNBA                              | Liberty de New York                | Lynx du Minnesota                     | [3–2]    |
|          | NCAA                              | Gamecocks de la Caroline du Sud    | Hawkeyes de l'Iowa                    | 87–75    |
| Asie     |                                   |                                    |                                       |          |
|          | WCBA                              | Sichuan Blue Wales Chengdu         | Mongolie-Intérieure Hohhot            | [3–2]    |
|          | WKBL                              | Asan Woori Bank Chuncheon (en)     | KB Stars de Cheongju (en)             | [3–1]    |
| Océanie  |                                   |                                    |                                       |          |
|          | WNBL                              |                                    |                                       |          |

### Compétitions handibasket
| Pays                         | Compétition                  | Vainqueur                    | Finaliste                    | Résultat                     |
| Compétitions internationales | Compétitions internationales | Compétitions internationales | Compétitions internationales | Compétitions internationales |
| ---------------------------- | ---------------------------- | ---------------------------- | ---------------------------- | ---------------------------- |
| Europe                       | Ligue des Champions          | BSR Amiab Albacete           | RSB Thüringia Bulls          | 70–64                        |
| Europe                       | Euroligue 1                  | Fenerbahçe Göksel Çelik      | Bidaideak Bilbao BSR         | 78–75                        |
| Europe                       | Euroligue 2                  | Hannover United              | Mia Briantea84 Cantù         | 51–49                        |
| Europe                       | Euroligue 3                  | UCAM Murcia BSR              | Izmir Büyükşehir             | 91–70                        |
| Compétitions nationales      |                              |                              |                              |                              |
|                              | RBBL 1                       | RSV Lahn-Dill                | RSB Thüringia Bulls          | [2–0]                        |
|                              | Coupe d'Allemagne            | RSV Lahn-Dill                | Hannover United              | 74–66                        |
|                              | División de Honor            |                              |                              |                              |
|                              | Coupe du Roi                 | CD Ilunion Madrid            | BSR Amiab Albacete           | 77–71                        |
|                              | Élite Nationale              | Aigles du Puy-en-Velay       | Hornets Le Cannet            | 73–66ap                      |
|                              | Coupe de France              | Hornets Le Cannet            | Aigles du Puy-en-Velay       | 67–53                        |

## Décès
- 2 janvier : décès à 85 ans de Rafael Valle, international portoricain[1]
- 17 janvier : décès à 46 ans de Dejan Milojević, international serbe devenu entraîneur[2].